# Václav Urban Stuffler

Hrob Václava Urbana Stufflera na Petrově

Václav Urban rytíř Stuffler (27. září 1764 Brno – 24. květen 1831 Brno) (německy: Wenzel Urban von Stuffler či Wenzel Ritter Stuffler) byl biskup brněnský, děkan brněnské kapituly a rada moravskoslezského zemského gubernia, při němž zastával úřad studijního a duchovního referenta.
Získal velké zásluhy o zvelebení duchovní kázně a pořádku v diecesi, která za předešlých válečných let značně poklesla.